# Mayada El Hennawy

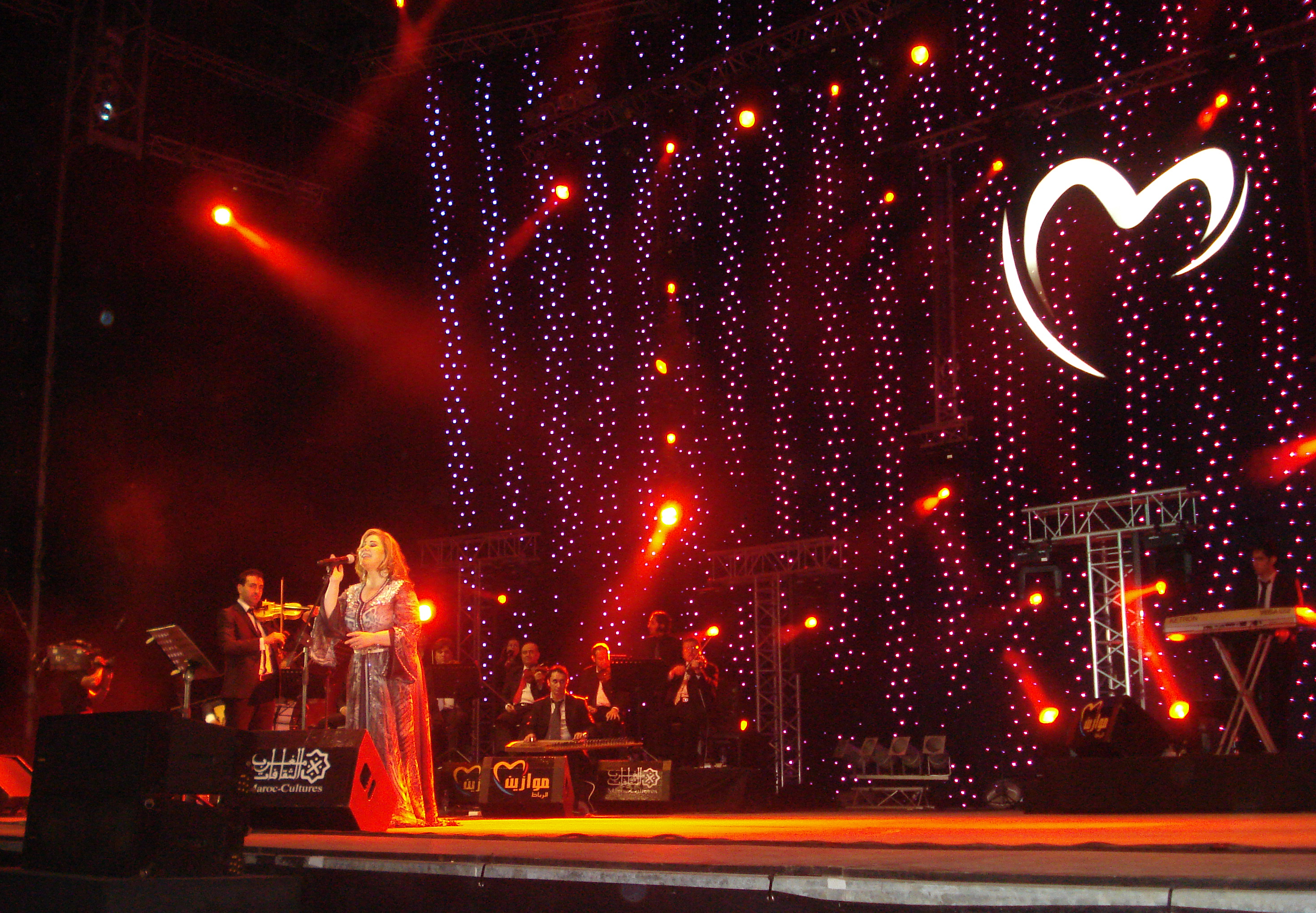
Mayada El Hennawy bei einem Auftritt

Mayada El Hennawy (arabisch ميادة الحناوي, DMG Mayyāda al-Ḥannāwī, auch Mayadat Al-Hannâwî, Mayada El Hanawi, Mayada El Hennawi; * 8. Oktober 1959 in Aleppo) ist eine syrische Sängerin.

## Leben und Karriere
El Hennawy wuchs in einer musikbegeisterten Familie auf. Bei einem Auftritt in einem Seebad-Hotel, bei dem sie Oum Kalsoums Lessa Faker sang, wurde die Siebzehnjährige von Mohammed Abdel Wahab entdeckt, der sie nach Kairo einlud, um sie als Sängerin auszubilden. 
In der Folgezeit schrieben u. a.  Mohamed Al Mougui, Ahmed Rami und Riad El Sonbaty Songs für sie. Den größten Teil ihrer erfolgreichen Songs, darunter Sidi ana, Al-Hob elli kan, Ana baachaak und Saet Zamane, komponierte jedoch Baligh Hamdi, zu einigen verfasste er auch die Texte. 
Nachdem sie wegen angeblicher Spionage Ägypten verlassen musste, kehrte sie in den 1980er Jahren auf Einladung des damaligen Informationsministers Safwat al-Sharif dorthin zurück.

## Diskografie

### Singles (Auswahl)
- El Hop Elly Kan
- Bayent El Hob Alaya
- Ana Baashaak
- Al Shams